# Terezianum (Bratislava)
Terezianum je název zaniklého barokního paláce na Bratislavském hradě, postaveného v roce 1768. Jeho výstavba je spojena s působením vévody Alberta Sasko-Těšínského, zetě Marie Terezie (za manželku měl její čtvrtou dceru Marii Christinu) jako uherského místodržícího (v letech 1765–1780). Po zrušení místodržitelství palác upadal, roku 1811 po požáru zanikl.

## Palác uherského místodržícího
V roce 1766 se nově jmenovaný místodržící se svou manželkou nastěhoval do přestavěných prostor královského paláce na hradě. Albert byl velkým milovníkem umění a hradní sály se brzy zaplnily uměleckými sbírkami. Vzhledem k dispozičně nevyhovujícím místnostem paláce jakož i skutečnosti, že nesplňovaly nároky na komfortní bydlení, rozhodla Marie Terezie o vybudování přístavby ke královskému paláci na Bratislavském hradě, která by měla ve všech ohledech naplnit touhu manželů po lepším bydlení.

## Výstavba

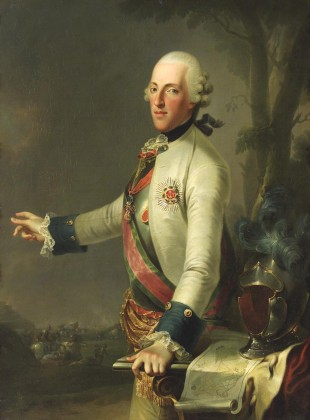
Princ Albert Sasko-Těšínský

V roce 1767 podle Albertových představ projekt vypracoval Franz Anton Hillebrandt, hlavní architekt uherské královské stavební komory, jehož honosné přestavby císařských rezidencí se staly velmi obdivovanými. Stavba byla původně známa jednoduše jako "nová budova", později (až v druhé polovině 19. století, kdy už ze stavby zbyly jen ruiny) dostala jméno "Terezianum".
V této souvislosti za povšimnutí stojí fakt, že v Národní knihovně ve Vídni byly v roce 2008 objeveny dosud neznámé mapy, které byly identifikovány jako projekty palácové přístavby Bratislavského hradu.
Již v roce 1768 byla budova dokončena, ale interiérové úpravy probíhaly ještě další dva roky. Ve stavbě Hillebrandt projevil svůj cit pro klasickou architekturu. Výsledkem jeho práce byla třípodlažní stavba, těsně přiléhající k východní fasádě hradního paláce.
Architektonickým ztvárněním stavba vůbec netvořila soulad se budovou starého paláce. Svými proporcemi a velikostí exteriérů i vnitřních prostor spíše vyjadřovala požadavek menších, ale útulných prostor, lépe vyhovujících potřebám soukromého života, bez ceremonií a oficiální, ale zato ve veškerém pohodlí. Její malé rozměry nejlépe vystihuje skutečnost, že její třetí patro bylo na úrovni prvního podlaží starého paláce.

## Interiérové vybavení
Přes zdánlivě malý prostor zde bylo dost místa pro plánované využití. Přízemí stavby zabírala Albertova sbírka zbraní a obrazárna starých mistrů. V prvním patře byla rodinná galerie, jakož i sbírka grafických listů a knihovna. Druhé a třetí patro vyplňovaly obytné prostory: druhé bylo vyhrazeno Marii Terezii, na třetím býval místodržitelský pár. Kromě toho budova disponovala i dalšími místnostmi; byly zde předsíně, přijímací salon, toalety, pokoje pro služebnictvo, jídelna.
Velmi vyhraněný vkus manželského páru (i Marie Kristýna byla umění velmi nakloněna) se projevil i v interiérovém vybavení a bytových doplňcích. Na stěnách byly čínské tapety, vyřezávané dřevěné obklady zdobené zlatem, nástěnné malby i čalouněné obložení stěn. Stejně tak nábytek, pocházející z různých zemí, zdobené krby, zrcadla a svítidla byla výrazem dobové módy a vkusu majitelů.
Největším bohatstvím Tereziana však byla Albertova umělecká sbírka. Podle inventarizace, provedené v roce 1781 z důvodu zrušení místodržitelského úřadu, se v Terezianu a v místnostech starého paláce nacházelo kolem tří set obrazů. Mnohé z nich byly práce významných umělců období renesance (Tintoretto, Veronese, Tizian) či baroka (Rubense). Tyto umělecké poklady se později staly základem sbírek Albertiny, známé vídeňské galerie.
Když se místodržitelský pár v roce 1770 nastěhoval do Tereziana, bylo nutné provést ještě několik stavebních úprav doplňujících celkový obytný komfort. Především byl propojen se zahradním pavilonem severní zahrady novým schodištěm. Byly postaveny nové budovy míčovny (výmalbu stropu vytvořil Franz Anton Maulbertsch) a zimní zahrady.

## Úpadek a zánik
Úpadek stavby započal zrušením místodržitelského úřadu v Bratislavě. Původně královský majetek se z důvodu nepotřebnosti dostal po přechodném období existence generálního semináře do rukou vojenské správy, která na hradě zřídila kasárna. Dílo zkázy dovršil v roce 1811 požár, který zničil nejen palác a přilehlé stavby, včetně Tereziana, ale podlehla mu i značná část podhradí.
Rekonstrukční práce zahájené v polovině 20. století s cílem obnovy hradního areálu však se znovuvybudováním Tereziana nepočítaly. O podobě někdejší stavby se tak dozvídáme pouze ze starých rytin a maleb, či z dobových zápisů. Stavba někdejšího Tereziana se váže na období největší prosperity a rozmachu Bratislavského hradu.